# Скотт, Уинстон Эллиотт
Уи́нстон Э́ллиотт Скотт (англ. Winston Elliott Scott; род. 1950) — астронавт НАСА. Совершил два космических полёта на шаттлах: STS-72 (1996, «Индевор») и STS-87 (1997, «Колумбия»), совершил три выхода в открытый космос, полковник ВМС США.

## Личные данные и образование

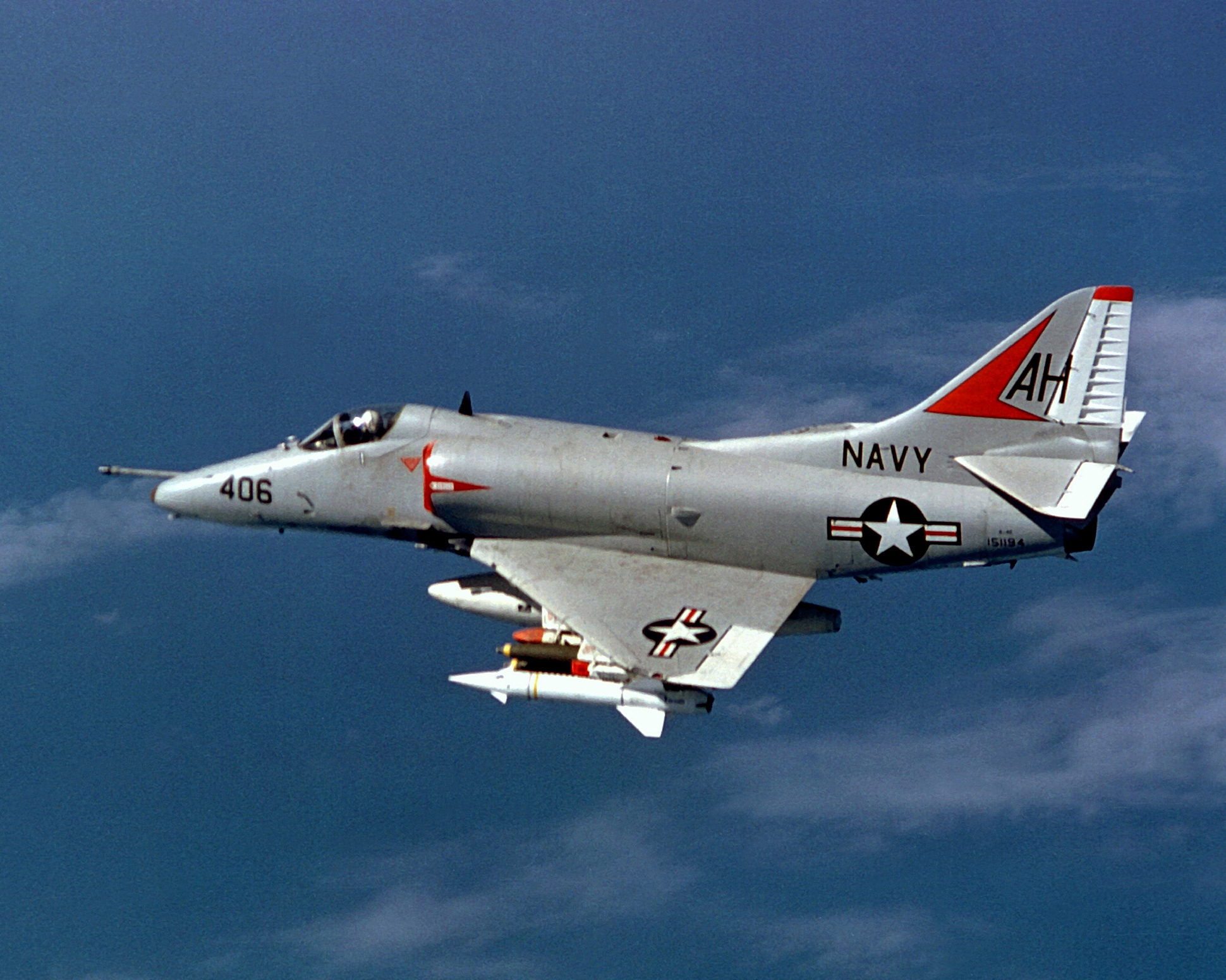
Самолёт А-4 в полёте.

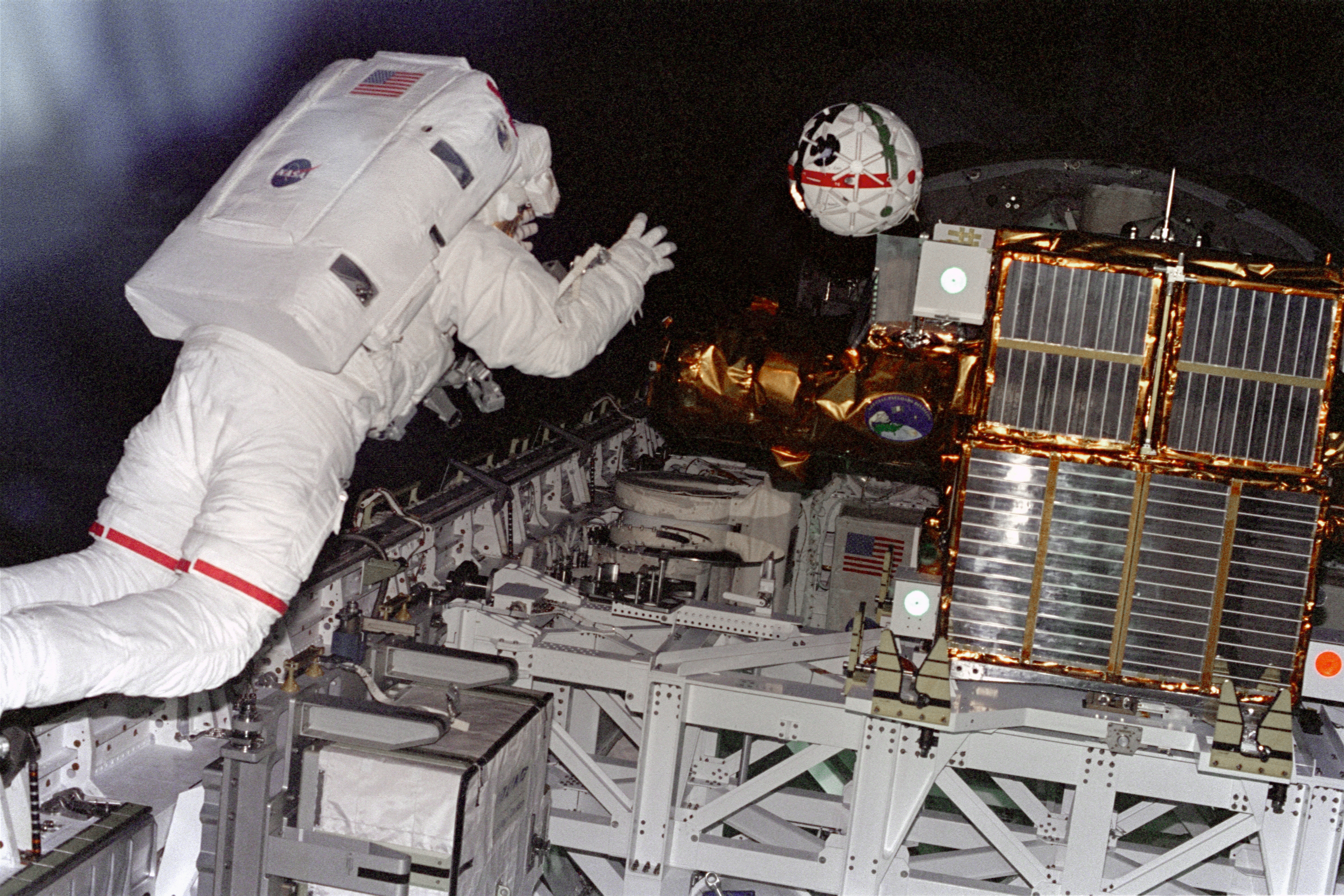
Скотт в открытом космосе.

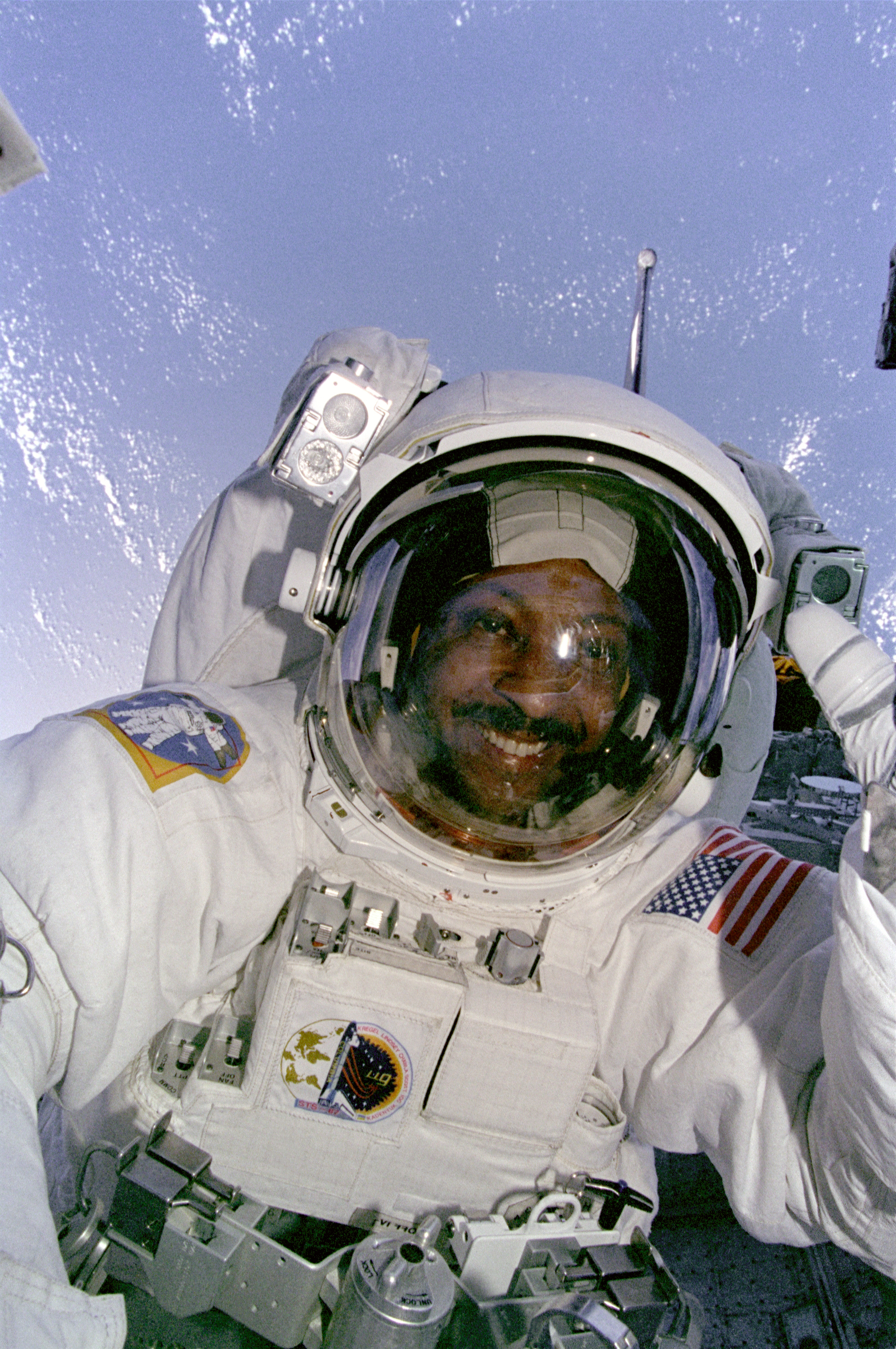
Скотт в открытом космосе.

Уинстон Скотт родился 6 августа 1950 года в городе Майами, штат Флорида, где в 1968 году окончил среднюю школу. В 1972 году получил степень бакалавра в области акустики в Университете штата Флорида, в городе Таллахасси, штат Флорида. В 1980 году получил степень магистра в области авиационной техники в Аспирантуре ВМС США.
Женат на Мэрилин К. Робинсон, у них двое детей. Он любит боевые искусства и имеет чёрный пояс по Сётокан каратэ. Он также увлекается музыкой и выезжает поиграть на трубе в Хьюстон, радиолюбитель. Отец Уинстона, Алстон Скотт, проживает в Майами, Флорида. Его мать, Руби Скотт, умерла. Родители Мэрилин Альберт и Жозефина Робинсоны, проживают в городе Чипли, Флорида..

## До НАСА
После окончания университета, в декабре 1972 года Скотт поступил в Школу морских лётчиков. В августе 1974 года, после окончания лётной подготовки, стал военно-морским лётчиком на самолётах и вертолётах. Затем четыре года летал на вертолётах в противолодочной эскадрильи на военно-морской базе «Норд Исланд», штат Калифорния, летал на вертолётах UH-2. В 1978 году Скотт был направлен в морскую школу в Монтерее, штат Калифорния, где он получил степень магистра наук по авиационной технике. После завершения обучения, был распределён на авиабазу «Окена», штат Виргиния, летал на самолётах А-4 Skyhawk и F-14 Tomcat. В июне 1986 года Скотт был переведён на базу военно-морской авиации «Депотр», около города Джексонвилл, штат Флорида, летал на самолётах F/A-18 Hornet и А-7. Он также был назначен директором Отдела технической поддержки эскадрильи, который состоял из 242 инженеров, техников, менеджеров по логистике и административного персонала. Затем он был назначен заместителем директора Отдела систем тактической авиации в Военно-морском Управлении на авиабазу «Аир Сентр» в Варминстере, штат Пенсильвания. Скотт имеет налёт более 3 000 часов на 20 различных военных и гражданских самолетах и более 200 посадок на палубы кораблей. Кроме того, Скотт был адъюнкт-преподавателем электротехники во Флоридском инженерно-технологическом Университете и во Флоридском Колледже в Джексонвилле, штат Флорида..

## Подготовка к космическим полётам
31 марта 1992 года был зачислен в отряд НАСА в составе четырнадцатого набора, кандидатом в астронавты. Стал проходить обучение по курсу Общекосмической подготовки (ОКП). По окончании курса, в июле 1993 года получил квалификацию «специалист полёта» и назначение в Офис астронавтов НАСА.

## Полёты в космос
- Первый полёт — STS-72[3], шаттл «Индевор». C 11 по 20 января 1996 года в качестве «специалист полёта». Основной задачей миссии был захват на орбите и возвращение на Землю японского исследовательского спутника — англ.  ’’Space Flyer Unit (SFU)’’. Спутник SFU (вес: 3.577 кг) был запущен с японского космодрома Танэгасима, ракетой — H-II, 18 марта 1995 года. На третий день полёта «Индевора», спутник SFU был захвачен краном-роботом и помещен в грузовой отсек шаттла. Краном-роботом управлял японский астронавт Коити Ваката. Был развернут и выпущен в свободный полёт научно-исследовательский спутник — OAST-Flyer (Office of Aeronautics and Space Technology Flyer). Этот спутник находился в автономном полёте, примерно, 50 часов и удалялся от «Индевора» на расстояние до 72 км. Затем этот спутник был захвачен роботом-манипулятором и вновь помещён в грузовой отсек «Индевора». Проводились исследования озонового слоя атмосферы Земли. Проводились работы по точному измерению высоты полёта шаттла над поверхностью Земли. Проводились также медицинские и биологические исследования. Во время полёта выполнил один выход в открытый космос: 17 января, продолжительность — 6 часов 54 минуты. Продолжительность полёта составила 8 суток 22 часа 2 минуты.[4].

- Второй полёт — STS-87[5], шаттл «Колумбия». C 19 ноября по 5 декабря 1997 года в качестве «специалист полёта». Вывод на орбиту и возвращение на Землю научного спутника SPARTAN-201-4[6]. Научные эксперименты[7]. Во время полёта выполнил два выхода в открытый космос: 25 ноября 1997 года, продолжительностью 7 часов 43 минуты и 3 декабря, продолжительностью — 4 часа 59 минут. Продолжительность полёта составила 15 суток 16 часов 34 минуты[8].

Общая продолжительность внекорабельной деятельности (ВКД) за 3 выхода — 19 часов 36 минут. Общая продолжительность полётов в космос — 24 дня 14 часов 35 минут.

## После полётов
В конце июля 1999 года ушёл из отряда астронавтов и из НАСА.

## Награды и премии
Награждён: Медаль «За космический полёт» (1996 и 1997) и многие другие.
- Орден «За заслуги» III ст. (Украина, 19 июня 1998 года) — за значительный личный вклад в развитие космонавтики, укрепление международного сотрудничества в области космических исследований[9]